# Drenje Brdovečko
Drenje Brdovečko – wieś w Chorwacji, w żupanii zagrzebskiej, w gminie Brdovec. W 2011 roku liczyła 685 mieszkańców.